# یوریکس

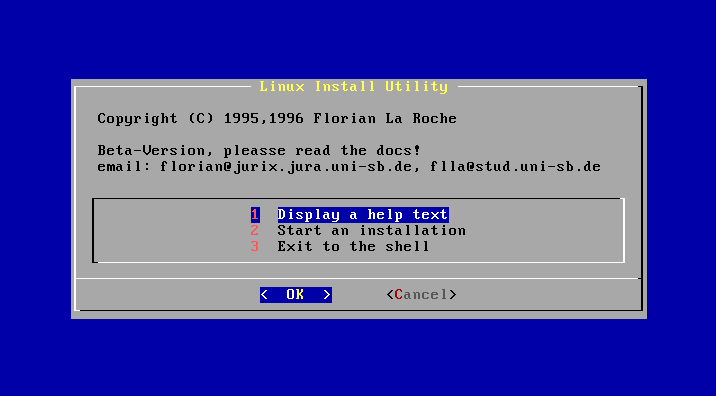
یوریکس

یوریکس یک توزیع اولیه از گنو لینوکس است که در توسط فلوریان از کارکنان سابق بخش حقوقی دانشگاه زارلند ساخته شده است.